# 福尔克·瓦森
福尔克·瓦森（瑞典語：Folke Wassén，1918年4月18日—1969年10月22日），瑞典前男子帆船运动员。他曾代表瑞典参加1952年夏季奥林匹克运动会帆船比赛，获得5.5米级铜牌。